# انسيلمو فويرتي
انسيلمو فويرتي (بالإسبانية: Anselmo Fuerte)‏ هو دراج إسباني سابق.

## روابط خارجية
- انسيلمو فويرتي على موقع أرشيف الدراجات (الإنجليزية)
- انسيلمو فويرتي على موقع CycleBase (الإنجليزية)